# 자영의 소나닐
자영의 소나닐(紫影のソナーニル~What a beautiful memories~)은 라이아 소프트의 2010년 작 어덜트 게임이다.

## 줄거리
이미 증기기관이 내 뿜는 매연으로 검게 돼버린 1907년의 뉴욕. 5년 전에, 이 도시는 원인을 알 수 없는 폭발로 인하여 미국 정부가 출입을 금지한 곳이다. 그런데, 앨리시아라는 한 소녀가 이 곳에 출입하면서 이야기는 시작된다.

## 등장인물
- 리리 : 남장소녀 이자 주인공. 현재 A라는 남자에게 '리리'라는 이름을 받고 맨하탄에 있는 '보라색의 탑'을 목표로 동행하고 있다.
- 엘레시아 : 또 한명의 주인공. 대학생이지만 휴학 중이다.
- A : 정체를 알 수 없는 남자. 감정 표현이 없다.
- 럭키 루치아노 : 지하세계의 인간.
- 마오 : 쾌락주의자.
- 미리아 스트로크 : 무장 창녀. 성격은 온화하다.
- 유리아나/카트린 :
- 루스 B : 고양이를 통솔하는 소년. 항상 목재 야구 방망이를 들고 있다.
- 진져 로저스 : 뮤지컬 여배우.
- 자르샤 아보트 : 작품 내에서는 '서쪽의 마녀'로 불린다.

## 게임 시스템
게임 내에서 제시하는 문제를 풀어야 게임 진행을 할 수 있다.

## 제작진
- 원화 : 아키라